# Liste der Kulturdenkmäler in Linz am Rhein
In der Liste der Kulturdenkmäler in Linz am Rhein sind alle Kulturdenkmäler der rheinland-pfälzischen Stadt Linz am Rhein einschließlich des Stadtteils Linzhausen aufgeführt. Grundlage ist die Denkmalliste des Landes Rheinland-Pfalz (Stand: 9. Februar 2023).

## Denkmalzonen
| Bezeichnung                    | Lage                               | Baujahr   | Beschreibung | Bild                           |
| ------------------------------ | ---------------------------------- | --------- | --- | ------------------------------ |
| Denkmalzone Altstadt           | Lage                               |           | Gebiet innerhalb der ehemaligen, nur noch teilweise oberirdisch erhaltenen Stadtmauer sowie das der Stadtmauer nördlich vorgelagerte, erst seit dem späten 19. Jahrhundert heterogen bebaute Gelände bis zur Straße Am Sändchen | Fotos hochladen                |
| Denkmalzone Jüdischer Friedhof | Im Wolfsacker Lage                 | 1855      | etwa 110 Grabsteine, 1855 eröffnet | weitere Bilder Fotos hochladen |
| Denkmalzone Oberlöh            | Oberlöh 4–12 (gerade Nummern) Lage | 1905–1925 | Gruppe aus fünf Villen auf der Westseite der 1902 angelegten Straße, mit meist bauzeitlicher Vorgarteneinfriedung, wohl zwischen 1905 und 1925                                                                                  | Fotos hochladen                |
| Denkmalzone Schloss Rennenberg | nordöstlich der Stadt Lage         | 1846      | klassizistisches Hauptgebäude, sieben zu vier Achsen, dreiseitig angeordnete Wirtschaftsgebäude; Gesamtanlage mit Wiesenrondell und Begräbnisstätte der Herren von Rennenberg, 1846; Landschaftspark                            | weitere Bilder Fotos hochladen |
| Denkmalzone Sterner Hütte      | nordöstlich der Stadt Lage         | 1920      | ehemalige Sterner Hütte; ehemaliges Basaltsteinwerk der Basalt AG, 1920; Architekten: Mattar & Scheler | weitere Bilder Fotos hochladen |

## Einzeldenkmäler
| Bezeichnung                                     | Lage | Baujahr                                      | Beschreibung | Bild                           |
| ----------------------------------------------- | --- | -------------------------------------------- | --- | ------------------------------ |
| Stadtbefestigung                                | Burgplatz (Rheintor), Neustraße (Neutor), Am Gestade/Abzweigung Zehntgasse (Pulverturm), Kaiserbergstraße (Stadtmauerabschnitt) Lage | 14. und 15. Jahrhundert                      | Rheintor und Neutor: Basalt und Schieferbruchstein; Pulverturm: Rundturm, Basalt und Schieferbruchstein; östlich an die Burg anschließender Stadtmauerabschnitt | weitere Bilder Fotos hochladen |
| Wohn- und Gasthaus                              | Am Gestade 2 Lage | 1729                                         | Wohn- und Gasthaus; repräsentativer dreigeschossiger barocker Putzbau, bezeichnet 1729 | weitere Bilder Fotos hochladen |
| Hofanlage                                       | Am Gestade 3 Lage | 1737                                         | Hofanlage; repräsentatives Vorderhaus, bezeichnet 1737 | weitere Bilder Fotos hochladen |
| Wohnhaus                                        | Am Gestade 4 Lage | 1671                                         | Wohnhaus, repräsentativer Putzbau, bezeichnet 1671 | weitere Bilder Fotos hochladen |
| Wohnhaus                                        | Am Gestade 7 Lage | vor 1680                                     | repräsentatives Wohnhaus, bezeichnet 1680 und 1709 (im Kern älter) | weitere Bilder Fotos hochladen |
| Pulverturm                                      | Am Gestade, bei Nr. 9 Lage |                                              | Rundturm der Stadtbefestigung, Basalt und Schieferbruchstein | weitere Bilder Fotos hochladen |
| Wohn- und Geschäftshaus                         | Am Halborn 11 Lage | 18. Jahrhundert                              | Wohn- und Geschäftshaus; kleiner Fachwerkbau, teilweise massiv, Mansardgiebeldach, 18. Jahrhundert | weitere Bilder Fotos hochladen |
| Postgebäude                                     | Am Sändchen 2 Lage | 1927                                         | stattlicher zweiflügliger Putzbau, teilweise expressionistische Details, bezeichnet 1927 | weitere Bilder Fotos hochladen |
| Wegekreuz                                       | Am Sändchen, bei Nr. 3 Lage | 19. Jahrhundert                              | Schaftkreuz, 19. Jahrhundert | Fotos hochladen                |
| Villa                                           | Am Sändchen 9 Lage | 1905                                         | repräsentative Jugendstil-Villa unter Einfluss der Reformarchitektur, 1905; einschließlich bauzeitlicher Einfriedung und Ausstattung | weitere Bilder Fotos hochladen |
| Villa                                           | Am Sändchen 13 Lage | Anfang des 20. Jahrhunderts                  | Villa, vermutlich vom Anfang des 20. Jahrhunderts | weitere Bilder Fotos hochladen |
| Wohnhaus                                        | Am Sändchen 17 Lage | 1920/25                                      | Walmdachbau, Reformarchitektur, expressionistische Einzelformen, 1920/25 | weitere Bilder Fotos hochladen |
| Villa                                           | Am Sändchen 20 Lage | um 1910/15                                   | Mansarddach-Villa, um 1910/15 | weitere Bilder Fotos hochladen |
| Villa                                           | Am Sändchen 21 Lage | um 1880                                      | repräsentative spätklassizistische Villa, um 1880 | weitere Bilder Fotos hochladen |
| Wohn- und Geschäftshaus                         | Am Sändchen 32 Lage | Ende des 19. Jahrhunderts                    | Wohn- und Geschäftshaus; stattliches dreigeschossiges, spätklassizistisches Bauwerk, Ende des 19. Jahrhunderts | weitere Bilder Fotos hochladen |
| Wohn- oder Verwaltungsgebäude                   | Am Sändchen 34 Lage | um 1920                                      | Wohn- oder Verwaltungsgebäude; repräsentativer eingeschossiger Mansarddachbau, Eingangsädikula, Reformarchitektur, um 1920; Architekten: Mattar & Scheler, Köln | weitere Bilder Fotos hochladen |
| Wohn- und Geschäftshaus                         | Am Totenborn 4 Lage | 17. Jahrhundert                              | Wohn- und Geschäftshaus; kleiner verputzter Fachwerkbau, im Kern aus dem 17. Jahrhundert, Mitte des 19. Jahrhunderts überformt | weitere Bilder Fotos hochladen |
| Katholisches Pfarrhaus                          | Am Totenborn 5 Lage | erste Hälfte des 19. Jahrhunderts            | repräsentativer dreigeschossiger klassizistischer Walmdachbau, erste Hälfte des 19. Jahrhunderts; Gesamtanlage mit Park und Umfassungsmauer | weitere Bilder Fotos hochladen |
| Wohnblock                                       | Asbacher Straße 123–135 Lage | um 1920/25                                   | Wohnblock; langgestreckter Hauptbau, Reformarchitektur, eingeschossige Seitenbauten, um 1920/25; Architekten: Mattar & Scheler | weitere Bilder Fotos hochladen |
| Wohnhaus                                        | Auf dem Berg 4 Lage | 1606                                         | Fachwerkhaus mit Kniestock, bezeichnet 1606; barocke Haustür, 18. Jahrhundert | weitere Bilder Fotos hochladen |
| Wohnhaus                                        | Auf dem Hunsrücken 7 Lage | 1689                                         | dreigeschossiges Fachwerkhaus, teilweise massiv, angeblich von 1689 | weitere Bilder Fotos hochladen |
| Wohnhaus                                        | Auf der Donau 6/8 Lage | 16. Jahrhundert oder älter                   | Fachwerkhaus, teilweise verschiefert, 16. Jahrhundert oder älter | weitere Bilder Fotos hochladen |
| Wohn- und Geschäftshaus                         | Auf der Donau 7 Lage | 17. Jahrhundert                              | kleines Wohn- und Geschäftshaus, Fachwerk, 17. Jahrhundert | weitere Bilder Fotos hochladen |
| Wohnhaus                                        | Beethovenstraße 1 Lage | um 1920                                      | Eckwohnhaus; repräsentativer dreigeschossiger Putzbau, Reformarchitektur, Konsolköpfe, um 1920 von Mattar & Scheler | weitere Bilder Fotos hochladen |
| Wohnhaus                                        | Brüderstraße 8/10 Lage | 1603                                         | Fachwerkhaus, teilweise massiv, bezeichnet 1603; zumindest im Erdgeschoss eventuell noch spätmittelalterlich, erste Hälfte des 16. Jahrhunderts | weitere Bilder Fotos hochladen |
| Rheintor                                        | Burgplatz 1 Lage | 14. oder 15. Jahrhundert                     | Tor der Stadtbefestigung, Basalt und Schieferbruchstein, 14. oder 15. Jahrhundert | weitere Bilder Fotos hochladen |
| Burg Veith                                      | Burgplatz 4 Lage | um 1365                                      | ehemalige Erzbischöfliche Burg; vier Gebäudetrakte um einen Hof; Nordwestturm und Torbogen im Südtrakt, um 1365; Westtrakt, 1707 | weitere Bilder Fotos hochladen |
| Wohnhäuser                                      | Burgplatz 11 Lage | 18. Jahrhundert                              | zwei schmale dreigeschossige Fachwerkhäuser, teilweise massiv, Mansardgiebeldächer, 18. Jahrhundert | Fotos hochladen                |
| Wohn- und Gasthaus                              | Burgplatz 12 Lage | 16. oder 17. Jahrhundert                     | Wohn- und Gasthaus; dreigeschossiger Fachwerkbau, 16. oder 17. Jahrhundert | weitere Bilder Fotos hochladen |
| Wohnhaus                                        | Buttermarkt 4 Lage | 18. Jahrhundert                              | Fachwerkhaus, teilweise massiv, 18. Jahrhundert | weitere Bilder Fotos hochladen |
| Wohn- und Geschäftshaus                         | Buttermarkt 11 Lage | 15. oder 16. Jahrhundert                     | dreigeschossiges Wohn- und Geschäftshaus, verputzt, im Kern möglicherweise aus dem 15. oder 16. Jahrhundert, um 1800 überformt | weitere Bilder Fotos hochladen |
| Wohn- und Geschäftshaus                         | Buttermarkt 12 Lage | 1603                                         | Wohn- und Geschäftshaus, Fachwerkbau mit Kniestock, angeblich von 1603 | weitere Bilder Fotos hochladen |
| Wohnhaus                                        | Commenderiestraße 1 Lage | 15. oder 16. Jahrhundert                     | verputztes Fachwerkhaus, wohl aus dem 15. oder 16. Jahrhundert | weitere Bilder Fotos hochladen |
| Wohnhaus                                        | Commenderiestraße 3 Lage | 1687                                         | dreigeschossiges Fachwerkhaus, teilweise massiv, bezeichnet 1687 | weitere Bilder Fotos hochladen |
| Evangelische Pfarrkirche                        | Grabentor Lage | 1864–1865                                    | Backsteinsaal, Rundbogenstil, 1864–1865 | weitere Bilder Fotos hochladen |
| Evangelisches Gemeindehaus                      | Grabentor 1 Lage | 17. oder 18. Jahrhundert                     | ehemaliger Hof der Abtei St. Katharinen, seit 1845 evangelisches Gemeindehaus; langgestreckter Fachwerkbau, teilweise massiv, 17. oder 18. Jahrhundert, um 1800 überformt | weitere Bilder Fotos hochladen |
| Geroltshof                                      | Gymnasialstraße 8 Lage | 1747                                         | dreigeschossiger, vierachsiger Massivbau, bezeichnet 1747, Torfahrt bezeichnet 1766, erneuertes Hoftor bezeichnet 1623 | weitere Bilder Fotos hochladen |
| Wohnhaus                                        | Hospitalstraße 10 Lage | 18. Jahrhundert                              | verputzter Mansarddachbau, Fachwerk wohl aus dem 18. Jahrhundert | weitere Bilder Fotos hochladen |
| Zunfthaus der Fassbinder                        | Hundelsgasse 1 Lage | erste Hälfte des 17. Jahrhunderts            | ehemaliges Zunfthaus der Fassbinder; Fachwerkbau, erste Hälfte des 17. Jahrhunderts | weitere Bilder Fotos hochladen |
| Wohnhaus                                        | Hundelsgasse 6/8 Lage | 17. oder 18. Jahrhundert                     | Fachwerkhaus, teilweise massiv, 17. oder 18. Jahrhundert | weitere Bilder Fotos hochladen |
| Zunfthaus der Wollenweber                       | Hundelsgasse 12 Lage | 1604                                         | ehemaliges Zunfthaus der Wollenweber (?); dreigeschossiges Fachwerkhaus, Krüppelwalmdach, ehemals bezeichnet 1604 | weitere Bilder Fotos hochladen |
| Wegekapelle                                     | Im Hundel Lage | um 1900                                      | Wegekapelle; Putzbau, Kapellenraum wohl um 1900, Chorschluss eventuell älter | weitere Bilder Fotos hochladen |
| Villa                                           | In der Au 2 Lage | 1922                                         | Direktorenvilla der Basalt AG; Walmdachbau, Säulenaltan, 1922; Architekten: Mattar & Scheler:27/28 | weitere Bilder Fotos hochladen |
| Wohnhaus                                        | In der Au 4 Lage | 1920/21                                      | Wohnbau der Basalt AG; repräsentativer dreigeschossiger neubarocker Putzbau, bezeichnet 1920–21; Architekten: Mattar & Scheler:15 | weitere Bilder Fotos hochladen |
| Alte katholische Pfarrkirche St. Martin         | Kaiserbergstraße Lage | 13. Jahrhundert                              | spätromanische, spätgotisch veränderte Emporenbasilika | weitere Bilder Fotos hochladen |
| Stadtmauer                                      | Kaiserbergstraße Lage | 14. oder 15. Jahrhundert                     | östlich an die Burg anschließender Mauerabschnitt der Stadtbefestigung, Basalt und Schieferbruchstein, 14. oder 15. Jahrhundert | Fotos hochladen                |
| Wohnhaus                                        | Kanzlerstraße 10 Lage | um 1720                                      | Mansarddachbau, Bruchstein, Fachwerk und Putz, angeblich um 1720, Hofmauer mit barockem Torbogen | weitere Bilder Fotos hochladen |
| Wohn- und Geschäftshaus                         | Kanzlerstraße 19 Lage | 17. Jahrhundert                              | Wohn- und Geschäftshaus, Fachwerkbau, teilweise massiv, 17. Jahrhundert | weitere Bilder Fotos hochladen |
| Sieben Fußfälle                                 | Kirchplatz Lage |                                              | Stationenweg zu Ehren der Schmerzhaften Muttergottes; sieben neugotische Stationsbilder | weitere Bilder Fotos hochladen |
| Wohnhaus                                        | Kirchplatz 1 Lage | 17. oder 18. Jahrhundert                     | Fachwerkhaus, teilweise verputzt, wohl aus dem 17. oder 18. Jahrhundert | weitere Bilder Fotos hochladen |
| Marienaltar                                     | Kirchplatz, in Nr. 4 Lage | 1463                                         | in der katholischen Marienkirche: dreiflügeliger spätgotischer Marienaltar von 1463 aus der ehemaligen Ratskapelle | BW                             |
| Wohnhaus                                        | Kirchplatz 5 Lage | um 1800                                      | Fachwerkhaus, teilweise verputzt, Krüppelwalmdach, um 1800 oder aus der ersten Hälfte des 19. Jahrhunderts | weitere Bilder Fotos hochladen |
| Kloster der Franziskanerminoriten               | Kirchplatz 6 Lage | 1861                                         | ehemaliges Kloster der Franziskanerminoriten, dreigeschossiger Backsteinbau, gotisierender Eckturm, 1861; Gesamtanlage mit Hoffläche, Wohngebäude um 1900 und mehrteiligem Nebengebäude (Am Totenborn 14: ehemaliges Gerichtsgebäude und Gefängnis)                                                                                   | weitere Bilder Fotos hochladen |
| Vikarie                                         | Kirchplatz 7 Lage | um 1700                                      | ehemalige Vikarie; Fachwerkbau, teilweise massiv, Krüppelwalmdach, um 1700 | weitere Bilder Fotos hochladen |
| Obere Stadtschule                               | Kirchplatz 8 Lage | 1763                                         | ehemalige obere Stadtschule; Fachwerkbau, teilweise verputzt (massiv?), Mansarddach, bezeichnet 1763 | weitere Bilder Fotos hochladen |
| Villa                                           | Kirchplatz 10 Lage | um 1870/80                                   | spätklassizistische Villa, Ziegelrohbau, Krüppelwalmdach, um 1870/80 | weitere Bilder Fotos hochladen |
| Haus Mengelberg                                 | Kirchplatz 11 Lage | um 1860                                      | stattliche spätklassizistische Villa, um 1860; Gesamtanlage mit Park und straßenseitiger Einfriedung | weitere Bilder Fotos hochladen |
| Heiligenhäuschen                                | Kirchplatz, vor Nr. 11 Lage | 19. Jahrhundert                              | Heiligenhäuschen, 19. Jahrhundert | Fotos hochladen                |
| Wohnhaus                                        | Kirchstraße 1 Lage | 16. Jahrhundert                              | Fachwerkhaus, im Kern aus dem 16. Jahrhundert | weitere Bilder Fotos hochladen |
| Wohnhaus                                        | Kirchstraße 5 Lage | 15. Jahrhundert                              | Fachwerkhaus, im Kern aus dem 15. Jahrhundert | weitere Bilder Fotos hochladen |
| Wohnhaus                                        | Kirchstraße 9 Lage | 15. Jahrhundert                              | Fachwerkhaus, im Kern aus dem 15. Jahrhundert, um 1800 erneuert | weitere Bilder Fotos hochladen |
| Stadtarchiv                                     | Klosterstraße, zu Nr. 13 Lage | 1872                                         | ehemalige Kapelle des Franziskanerinnenkrankenhauses, heute Stadtarchiv; neugotischer Saalbau, 1872, Turm 1892; Portal des Vorgängerbaus, bezeichnet 1692 | weitere Bilder Fotos hochladen |
| Haus Bucheneck                                  | Linzhausenstraße 1 Lage | 1840/42                                      | dreigeschossige klassizistische Villa, 1840/42 | weitere Bilder Fotos hochladen |
| Villa                                           | Linzhausenstraße 7 Lage | um 1910                                      | neubarocke Mansarddach-Villa, um 1910 | weitere Bilder Fotos hochladen |
| Villa                                           | Linzhausenstraße 8 Lage | Mitte des 19. Jahrhunderts                   | zweieinhalbgeschossiger klassizistischer Putzbau mit Mezzanin, gotisierende Motive, Mitte des 19. Jahrhunderts, ursprünglich mit Nachbarvilla Linzhausenstraße 10 eingebettet in einen englischen Landschaftsgarten; im 20. Jahrhundert Nutzung durch den Vorstand der Basalt AG                                                      | weitere Bilder Fotos hochladen |
| Villa                                           | Linzhausenstraße 10 Lage | Mitte des 19. Jahrhunderts                   | zweieinhalbgeschossiger klassizistischer Putzbau mit Mezzanin, Mitte des 19. Jahrhunderts, englischer Landschaftsgarten; nach einem der früheren Bewohner, dem Chemiker Walther Feld und seiner Frau Helene Feld, geb. von Knorre auch "Villa Feld" genannt; nach 1914 Umbau des Inneren und Nutzung durch den Vorstand der Basalt AG | weitere Bilder Fotos hochladen |
| Wohnhaus                                        | Linzhausenstraße 16 Lage | 1880                                         | zweieinhalbgeschossiger spätklassizistischer Putzbau, bezeichnet 1880 | weitere Bilder Fotos hochladen |
| Verwaltungsgebäude                              | Linzhausenstraße 18/20 Lage | 1920–1922                                    | Verwaltungsgebäude der Basalt Actien Gesellschaft; repräsentativer elfachsiger Mansarddachbau, 1920–1922; Architekten: Mattar & Scheler | weitere Bilder Fotos hochladen |
| Grablege Rhodius                                | Lohhohl, auf dem Friedhof Lage | Mitte des 19. bis Mitte des 20. Jahrhunderts | Grablege Rhodius; mehrere Grabsteine und -kreuze, Mitte des 19. bis Mitte des 20. Jahrhunderts, schmiedeeiserner Zaun | weitere Bilder Fotos hochladen |
| Wegekapelle                                     | Lohhohl, bei Nr. 2 Lage | um 1900                                      | neugotischer Putzbau | weitere Bilder Fotos hochladen |
| Mariensäule                                     | Marktplatz Lage | 1878                                         | neugotisch, 1878 | weitere Bilder Fotos hochladen |
| Wohn- und Geschäftshaus                         | Marktplatz 1 Lage | 15. oder 16. Jahrhundert                     | dreigeschossiges Wohn- und Geschäftshaus, im Kern wohl aus dem 15. oder 16. Jahrhundert, im 19. Jahrhundert mit klassizistischen Putzfassaden überformt | weitere Bilder Fotos hochladen |
| Wohn- und Geschäftshaus                         | Marktplatz 4 Lage | 17. oder 18. Jahrhundert                     | Wohn- und Geschäftshaus; dreigeschossiger Fachwerkbau, 17. oder 18. Jahrhundert | weitere Bilder Fotos hochladen |
| Rathaus                                         | Marktplatz 14 Lage | 14. Jahrhundert                              | breitgelagerter Massivbau, 14. Jahrhundert, Mansarddach und Laterne von 1707 | weitere Bilder Fotos hochladen |
| Wohnhaus                                        | Marktplatz 16/17 Lage | 1617                                         | repräsentatives Fachwerk-Doppelwohnhaus, Hallenerdgeschoss, angeblich von 1617 | weitere Bilder Fotos hochladen |
| Wohn- und Gasthaus                              | Marktplatz 18 Lage | spätes 16. Jahrhundert                       | Wohn- und Gasthaus, dreigeschossiger Fachwerkbau, Hallenerdgeschoss, wohl noch aus dem 16. Jahrhundert | weitere Bilder Fotos hochladen |
| Wohnhaus                                        | Marktplatz 19/20 Lage | 15. Jahrhundert                              | Fachwerkhaus, teilweise massiv, 15. Jahrhundert | weitere Bilder Fotos hochladen |
| Wohn- und Geschäftshaus                         | Marktplatz 21 Lage | vor 1788                                     | Wohn- und Geschäftshaus; spätbarocker Mansarddachbau, angeblich auf Renovierung um 1788 zurückgehend, im Kern älter | weitere Bilder Fotos hochladen |
| Wohn- und Gasthaus                              | Marktplatz 25 Lage | 15. Jahrhundert                              | kleines Wohn- und Gasthaus, Fachwerk, 15. Jahrhundert | weitere Bilder Fotos hochladen |
| Wohn- und Geschäftshaus                         | Marktplatz 26 Lage | um 1830/40                                   | dreigeschossiges Wohn- und Geschäftshaus, klassizistische Putzfassade, um 1830/40, Schaufenster vom Anfang des 20. Jahrhunderts | weitere Bilder Fotos hochladen |
| Wohn- und Geschäftshaus                         | Mittelstraße 1 Lage | 16. oder 17. Jahrhundert                     | dreigeschossiges Wohn- und Geschäftshaus, im Kern einschließlich Kranbalken eventuell aus dem 16. oder 17. Jahrhundert | weitere Bilder Fotos hochladen |
| Wohn- und Geschäftshaus                         | Mittelstraße 5 Lage | 17. Jahrhundert                              | dreigeschossiges Wohn- und Geschäftshaus, Fachwerk, ehemaliges Hallenerdgeschoss, 17. Jahrhundert | weitere Bilder Fotos hochladen |
| Wohn- und Geschäftshaus                         | Mittelstraße 6 Lage | 18. Jahrhundert                              | dreigeschossiges Wohn- und Geschäftshaus, Fachwerk, Mansardgiebeldach, 18. Jahrhundert | weitere Bilder Fotos hochladen |
| Wohn- und Geschäftshaus                         | Mittelstraße 18 Lage | 19. Jahrhundert oder früher                  | dreigeschossiges Wohn- und Geschäftshaus mit Kniestock, im 19. Jahrhundert mit klassizistischer Putzfassade überformt, im Kern möglicherweise älter | weitere Bilder Fotos hochladen |
| Wohn- und Geschäftshaus                         | Mittelstraße 19 Lage | 17. Jahrhundert                              | dreigeschossiges Wohn- und Geschäftshaus, Fachwerk des 17. Jahrhunderts (um 1650?) | weitere Bilder Fotos hochladen |
| Wohn- und Geschäftshaus                         | Mittelstraße 20 Lage | 17. oder 18. Jahrhundert                     | dreigeschossiges Wohn- und Geschäftshaus, Fachwerk verputzt, wohl aus dem 17. oder 18. Jahrhundert | weitere Bilder Fotos hochladen |
| Wohnhaus                                        | Mühlengasse 3 Lage | 17. Jahrhundert                              | dreigeschossiges Wohnhaus mit Querflügel, Fachwerk auf Bruchsteingeschoss, 17. Jahrhundert | weitere Bilder Fotos hochladen |
| Deutschordenshaus                               | Mühlengasse 11 Lage | 18. Jahrhundert                              | ehemaliges Deutschordenshaus, verputzter Fachwerkbau, 18. Jahrhundert | weitere Bilder Fotos hochladen |
| Wohnhaus                                        | Mühlengasse 13 Lage | um 1700                                      | Fachwerkhaus mit Kniestock, teilweise massiv, um 1700 | weitere Bilder Fotos hochladen |
| Wohnhaus                                        | Mühlengasse 15 Lage | um 1500                                      | Fachwerkhaus mit Kniestock, teilweise massiv, um 1500, barocker Oberlichteingang | weitere Bilder Fotos hochladen |
| Torhaus                                         | Mühlengasse, zu Nr. 17 Lage | 1586                                         | Torhaus, teilweise Fachwerk, bezeichnet 1586; Bruchstein-Brandmauer mit spätgotischer Konsole, bezeichnet 1582 | weitere Bilder Fotos hochladen |
| Wohn- und Geschäftshaus                         | Neustraße 1 Lage | 17. Jahrhundert                              | Wohn- und Geschäftshaus, dreigeschossiger Fachwerkbau, teilweise massiv, im Kern wohl aus dem 17. Jahrhundert, um 1800 überformt | weitere Bilder Fotos hochladen |
| Wohn- und Geschäftshaus                         | Neustraße 5 Lage | 16. Jahrhundert                              | Wohn- und Geschäftshaus, dreigeschossiger Fachwerkbau, im Kern wohl aus dem 16. Jahrhundert, um 1800 überformt | weitere Bilder Fotos hochladen |
| Wohnhaus                                        | Neustraße 7 Lage | 17. Jahrhundert                              | dreigeschossiges Fachwerkhaus, teilweise massiv, 17. Jahrhundert | weitere Bilder Fotos hochladen |
| Wohnhaus                                        | Neustraße 10 Lage | 15. oder 16. Jahrhundert                     | Fachwerkhaus, teilweise massiv, 15. oder 16. Jahrhundert | weitere Bilder Fotos hochladen |
| Wohnhaus                                        | Neustraße 13/15 Lage | 18. Jahrhundert                              | Fachwerkhaus, teilweise massiv, Mansardgiebeldach, 18. Jahrhundert | weitere Bilder Fotos hochladen |
| Wohnhaus                                        | Neustraße 17 Lage | 1606                                         | Fachwerkhaus mit Kniestock, teilweise massiv, bezeichnet 1606 | weitere Bilder Fotos hochladen |
| Tür                                             | Neustraße, an Nr. 18 Lage | 1778                                         | zweiflüglige barocke Haustür, bezeichnet 1778, in einem Fachwerkneubau von 1982 | Fotos hochladen                |
| Wohnhaus                                        | Neustraße 20 Lage | 17. Jahrhundert                              | Fachwerkhaus, teilweise massiv, 17. Jahrhundert | weitere Bilder Fotos hochladen |
| Wohnhaus                                        | Neustraße 28 Lage | 17. Jahrhundert                              | Fachwerkhaus, teilweise verputzt, 17. Jahrhundert | weitere Bilder Fotos hochladen |
| Neutor                                          | Neustraße, neben Nr. 42 Lage | 14. oder 15. Jahrhundert                     | Tor der Stadtbefestigung, Basalt und Schieferbruchstein, 14. oder 15. Jahrhundert | weitere Bilder Fotos hochladen |
| Villa                                           | Oberlöh 6 Lage | um 1905/10                                   | Putz-Villa, um 1905/10 | weitere Bilder Fotos hochladen |
| Villa                                           | Oberlöh 8 Lage | 1914–1915                                    | Walmdach-Villa, 1914–1915; Architekten: Mattar & Scheler:13 | weitere Bilder Fotos hochladen |
| Villa                                           | Oberlöh 12 Lage | 1925                                         | Putz-Villa, Eingangsädikula, bezeichnet 1925 | weitere Bilder Fotos hochladen |
| Villa                                           | Oberlöh 16 und 18 Lage | Anfang des 20. Jahrhunderts                  | Nr. 18: stattliche Villa; Nr. 16: ehemaliges Remisen- und Bedienstetenhaus, eineinhalbgeschossiger Putzbau, teilweise Fachwerk, Anfang des 20. Jahrhunderts | weitere Bilder Fotos hochladen |
| Villa                                           | Oberlöh 19 Lage | um 1910                                      | Mansarddach-Villa über hohem Kellersockel, um 1910 | weitere Bilder Fotos hochladen |
| Knabenkonvikt                                   | Petrus-Sinzig-Straße 9–11 Lage | 1862                                         | ehemaliger Knabenkonvikt, 1862, mehrfach umgebaut und erweitert; sechsachsiger Wohntrakt, etwas jüngerer Seitenbau, Antonius-Kapelle: neugotische Kirche (1909/10), dreigeschossiger Südflügel (Anfang des 20. Jahrhunderts) | weitere Bilder Fotos hochladen |
| Wohn- und Geschäftshaus                         | Rheinstraße 1 Lage | 1912/1913                                    | Wohn- und Geschäftshaus; dreieinhalbgeschossiger Stahlbetonskelettbau, Reformarchitektur, 1912/1913; Architekten: Mattar & Scheler | weitere Bilder Fotos hochladen |
| Wohn- und Geschäftshaus                         | Rheinstraße 3 Lage | 1693                                         | Wohn- und Geschäftshaus; dreigeschossiger Fachwerkbau, teilweise massiv, angeblich von 1693 | weitere Bilder Fotos hochladen |
| Wohn- und Geschäftshaus                         | Rheinstraße 4 Lage | vor 1830                                     | zweieinhalbgeschossiges Wohn- und Geschäftshaus, um 1830/40 (klassizistisch überformt), im Kern wohl älter | weitere Bilder Fotos hochladen |
| Wohn- und Geschäftshaus                         | Rheinstraße 10 Lage | um 1700                                      | dreigeschossiges Wohn- und Geschäftshaus, ehemaliges Hallenerdgeschoss, Zierfachwerk, um 1700 | weitere Bilder Fotos hochladen |
| Wohn- und Geschäftshaus                         | Rheinstraße 12 Lage | 1699                                         | dreigeschossiges Wohn- und Geschäftshaus, ehemaliges Hallenerdgeschoss, Zierfachwerk, bezeichnet 1699 | weitere Bilder Fotos hochladen |
| Wohn- und Geschäftshaus                         | Rheinstraße 15 Lage | 17. Jahrhundert                              | dreigeschossiges Wohn- und Geschäftshaus, Zierfachwerk, 17. Jahrhundert; Brandmauer mit Konsole (16. oder 17. Jahrhundert) | weitere Bilder Fotos hochladen |
| Wohn- und Geschäftshaus                         | Rheinstraße 20/22 Lage |                                              | dreigeschossiges Wohn- und Geschäftshaus, Zierfachwerk | weitere Bilder Fotos hochladen |
| Wohn- und Geschäftshaus                         | Rheinstraße 23 Lage | spätes 16. Jahrhundert                       | Wohn- und Geschäftshaus, Zierfachwerk, wohl aus dem 16. Jahrhundert | weitere Bilder Fotos hochladen |
| Wohn- und Geschäftshaus                         | Rheinstraße 25 Lage | 18. Jahrhundert                              | dreigeschossiges Wohn- und Geschäftshaus, Zierfachwerk, 18. Jahrhundert | weitere Bilder Fotos hochladen |
| Wohn- und Geschäftshaus                         | Rheinstraße 26 Lage | 16. oder 17. Jahrhundert                     | dreigeschossiges Wohn- und Geschäftshaus, verputzt, Fachwerk wohl aus dem 16. oder 17. Jahrhundert | weitere Bilder Fotos hochladen |
| Hildegardisschule                               | Schulplatz 5 Lage | 1880                                         | ehemalige Volksschule St. Hildegardis; neogotischer Putzbau, 1880 | weitere Bilder Fotos hochladen |
| Wohn- und Geschäftshaus                         | Strohgasse 4 Lage | Ende des 18. Jahrhunderts                    | stattliches dreigeschossiges Wohn- und Geschäftshaus, nachbarocke Putzfassade, Ende des 18. Jahrhunderts; seitlich freiliegend älteres Fachwerk | weitere Bilder Fotos hochladen |
| Wohn- und Gasthaus                              | Strohgasse 8 Lage | erste Hälfte des 17. Jahrhunderts            | Wohn- und Gasthaus, stattlicher dreigeschossiger Fachwerkbau, teilweise massiv, erste Hälfte des 17. Jahrhunderts | weitere Bilder Fotos hochladen |
| Wohnhaus                                        | Strohgasse 9 Lage | 17. oder 18. Jahrhundert                     | Fachwerkhaus, teilweise massiv, 17. oder 18. Jahrhundert | weitere Bilder Fotos hochladen |
| Wohnhaus                                        | Strohgasse 11 Lage | zweite Hälfte des 18. Jahrhunderts           | barocker Putzbau, zweite Hälfte des 18. Jahrhunderts | weitere Bilder Fotos hochladen |
| Ehemalige katholische Kirche Mariä Verkündigung | Strohgasse 12 Lage | um 1639                                      | in die Straßenzeile integrierter barocker Saalbau, um 1639 | weitere Bilder Fotos hochladen |
| Gymnasium                                       | Strohgasse 14 Lage | 1892–1893                                    | ehemaliges Gymnasium, 1892–1893, 1908 erweitert | weitere Bilder Fotos hochladen |
| Isenburger Hof                                  | Strohgasse 17 Lage | um 1700                                      | repräsentativer barocker Putzbau, um 1700 | weitere Bilder Fotos hochladen |
| Wohnhaus                                        | Von-Keller-Straße 18 Lage | zweite Hälfte des 18. Jahrhunderts           | repräsentativer Mansarddachbau, zweite Hälfte des 18. Jahrhunderts | weitere Bilder Fotos hochladen |
| Villa                                           | Vor dem Leetor 7 Lage | 1877                                         | spätklassizistische Villa, 1877 | weitere Bilder Fotos hochladen |
| Wohn- und Garagenhaus                           | Vor dem Leetor 15 Lage | 1920/21                                      | Wohn- und Garagenhaus der Basalt AG in ummauertem Areal, Reformarchitektur, 1920–1921, einen gründerzeitlichen Pferdestall von 1897 integrierend:20–21 | weitere Bilder Fotos hochladen |
| Villa                                           | Vor dem Leetor 20 Lage | 1905                                         | Putz-Villa, teilweise Fachwerk, 1905 | weitere Bilder Fotos hochladen |
| Burg Rennenberg                                 | nordöstlich der Stadt Lage |                                              | Bergfried und Reste eines älteren Wohngebäudes | weitere Bilder Fotos hochladen |
| Jagdhaus                                        | nordöstlich der Stadt Lage |                                              | ehemaliges Jagdhaus von Schloss Rennenberg | weitere Bilder Fotos hochladen |
| Burg Ockenfels (zur Leyen)                      | nordwestlich der Stadt Lage |                                              | in Neubau der Reformarchitektur von 1925 integrierte Mauerreste der mittelalterlichen Burg; Architekt: Heinrich Reinhardt | weitere Bilder Fotos hochladen |
| Donatuskapelle                                  | südöstlich der Stadt (Am Kaiserberg ) Lage                                                                                           | 1862                                         | neugotischer Backsteinbau, 1862 | weitere Bilder Fotos hochladen |
| Ehemalige katholische Filialkirche St. Simeon   | Linzhausen, Linzhausenstraße 62 Lage                                                                                                 | 1907                                         | kleiner neugotischer Saalbau, 1907; Architekt: Ludwig Becker | weitere Bilder Fotos hochladen |
| Wohnhaus                                        | Linzhausen, Linzhausenstraße 66 Lage                                                                                                 | 18. Jahrhundert                              | Fachwerkhaus, teilweise massiv, 18. Jahrhundert | weitere Bilder Fotos hochladen |
| Wegekreuz                                       | Linzhausen, Linzhausenstraße, gegenüber Nr. 66 Lage                                                                                  | 1706                                         | Wegekreuz, bezeichnet 1706 | Fotos hochladen                |

## Ehemalige Kulturdenkmäler
| Bezeichnung             | Lage                   | Baujahr                     | Beschreibung | Bild                           |
| ----------------------- | ---------------------- | --------------------------- | --- | ------------------------------ |
| Schulhaus               | Asbacher Straße 2 Lage | Anfang des 20. Jahrhunderts | zweiflügliger, dreigeschossiger, späthistoristischer Klinkerbau; Rechtsverordnung aufgehoben, 2016 abgebrochen und durch Neubau ersetzt | weitere Bilder Fotos hochladen |
| Wohn- und Geschäftshaus | Mittelstraße 16 Lage   |                             | dreigeschossiges Wohn- und Geschäftshaus mit Kniestock, verputzt, wohl älteres Fachwerk; abgebrochen und durch Neubau ersetzt           | BW                             |